# بريان ألين
بريان ألين هو لاعب هوكي الجليد كندي، ولد في 21 أغسطس 1980 في كينغستون في كندا.

## وصلات خارجية
- بريان ألين على موقع دوري الهوكي الوطني (الإنجليزية)
- بريان ألين على موقع EliteProspects.com (الإنجليزية)
- بريان ألين على موقع HockeyDB.com (الإنجليزية)
- بريان ألين على موقع Hockey-Reference.com (الإنجليزية)